# Park Miejski w Szczecinku
Park Miejski w Szczecinku – pochodzący z końca XIX i początków XX wieku. Rozciąga się wzdłuż szczecineckiej części Jeziora Trzesiecko. Główna jego część rozciąga się od ulicy Lelewela po Stadion Miejski. 

## Historia
Na planie miasta w 1893 roku uwidocznione są wczesne założenia parkowe na terenach powstałych po obniżeniu wód jeziora Trzesiecko. Były to skupiska zieleni w rejonie ul. Ordona i okolicy zamku, wzorowane na parkach angielskich ze znacznym udziałem rodzimych gatunków drzew i krzewów. W latach międzywojennych park znacząco zyskał na urodzie, m.in. poprzez utworzenie ogrodu różanego oraz muszli koncertowej. Został także wydłużony aż do campingu przy ulicy Kościuszki oraz zyskał eklektyczny styl. Obecnie jest jednym z najważniejszych walorów turystycznych Szczecinka, ściśle związanym z jeziorem.

## Flora
Do najciekawszych obiektów dendrologicznych należą: brzoza papierowa rosnąca przy zamku, potężne dęby szypułkowe przy stadionie, liczne okazy dereni świdw i jarzębów szwedzkich oraz okazałe kasztanowce czerwone i zwyczajne. Na terenie parku znajdują się drzewa, będące pomnikami przyrody: wiąz szypułkowy i lipa drobnolistna, rosnące przy przedszkolu im. K. Makuszyńskiego, trzy cisów pospolitych, rosnące nieopodal Liceum Ogólnokształcącego im. ks. Elżbiety oraz topola czarna rosnąca w lesie komunalnym na wysokości ul. Pułaskiego. Poza parkiem na terenie przedszkola, przy ul. Klasztornej, rośnie jedyny w mieście miłorząb japoński.

## Szlaki turystyczne
Przez park miejski prowadzi pięć szlaków rowerowych Pojezierza Szczecineckiego:
 – niebieski szlak rowerowy dookoła Jeziora Trzesiecko
 – żółty szlak rowerowy Zaczarowane Pejzaże,
 – czarny szlak rowerowy Nizica,
 – czerwony szlak rowerowy Jeziora Szczecineckie,
 – zielony szlak rowerowy Dolina Parsęty.

## Zdjęcia

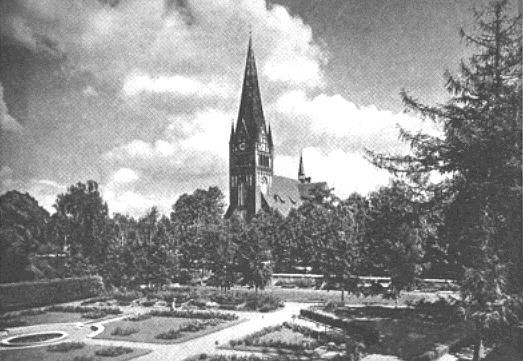
Park Miejski (ok. 1900 r.)
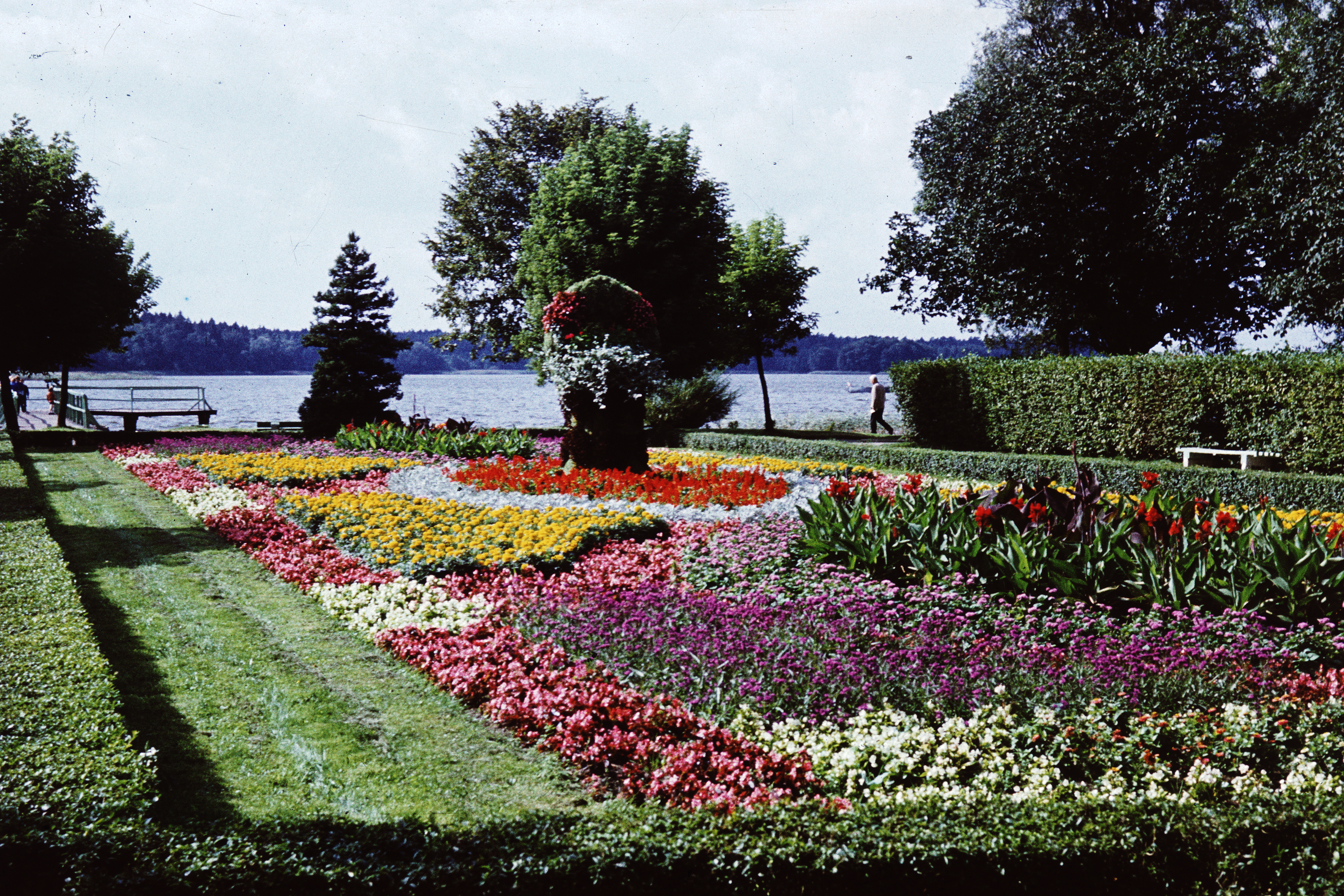
skwer parkowy od strony ul. A. Mickiewicza (lata 70/80. XX w.)
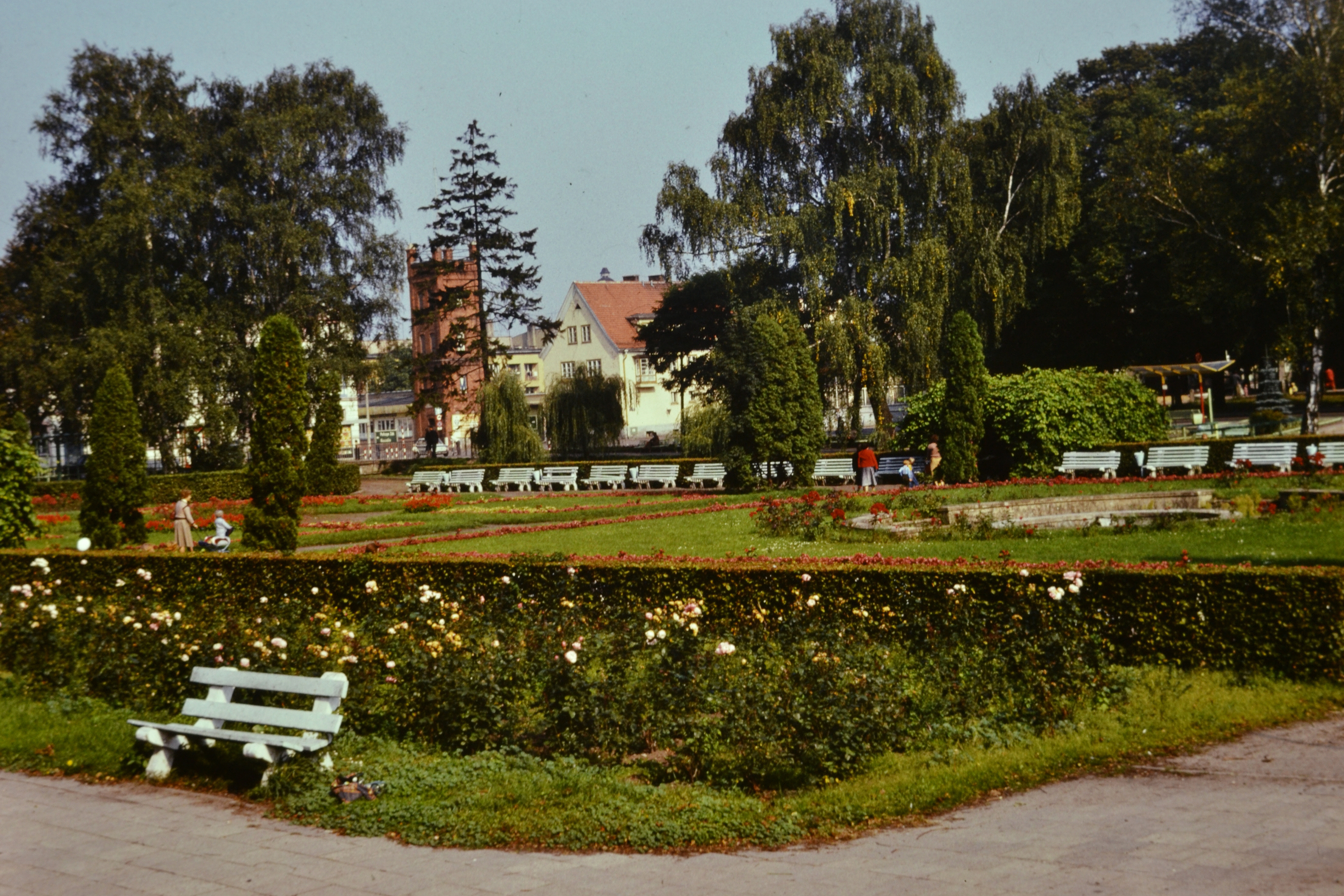
Park Miejski w okolicach zamku (lata 70/80. XX w.)
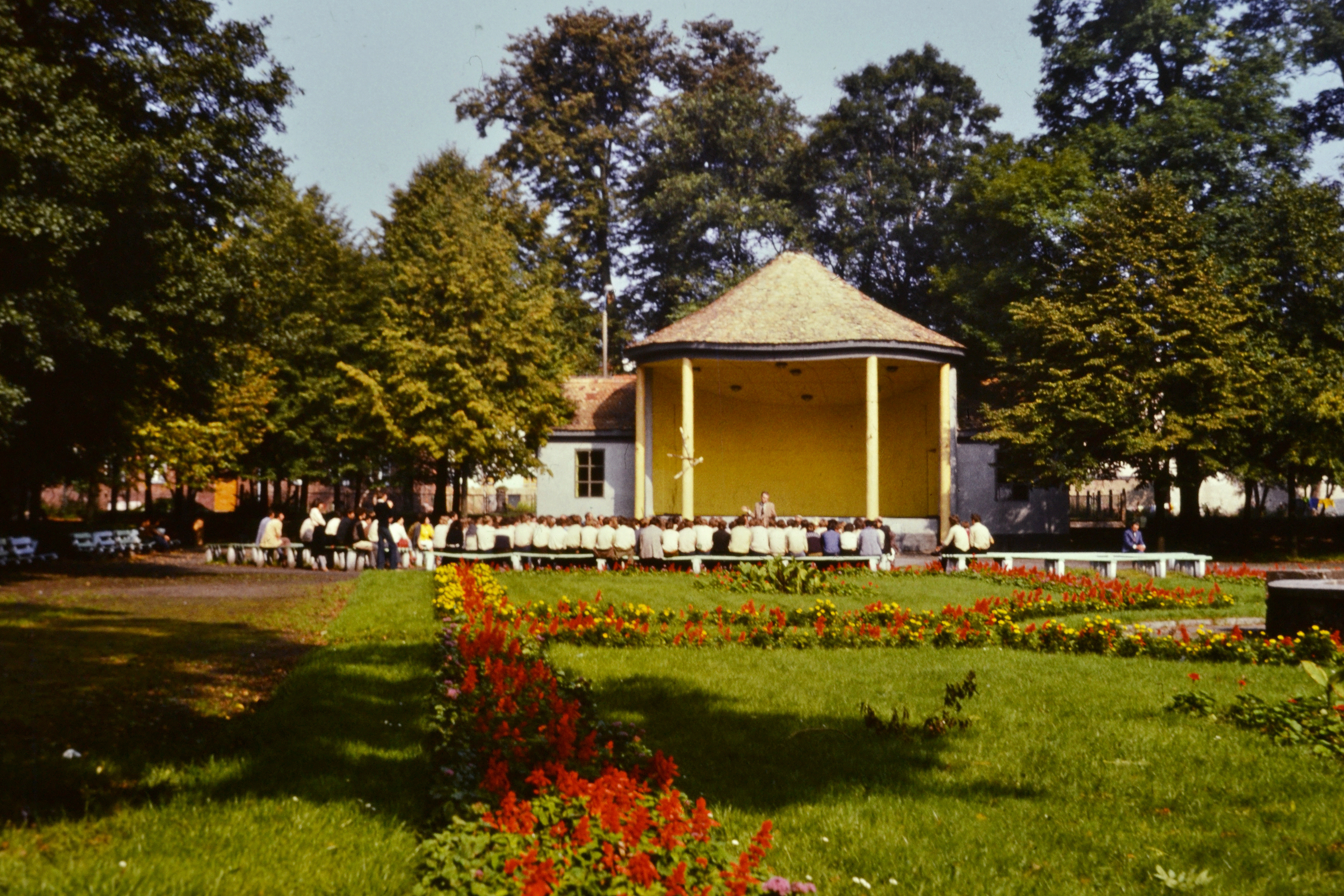
muszla koncertowa przy I. L.O. (lata 70/80. XX w.)
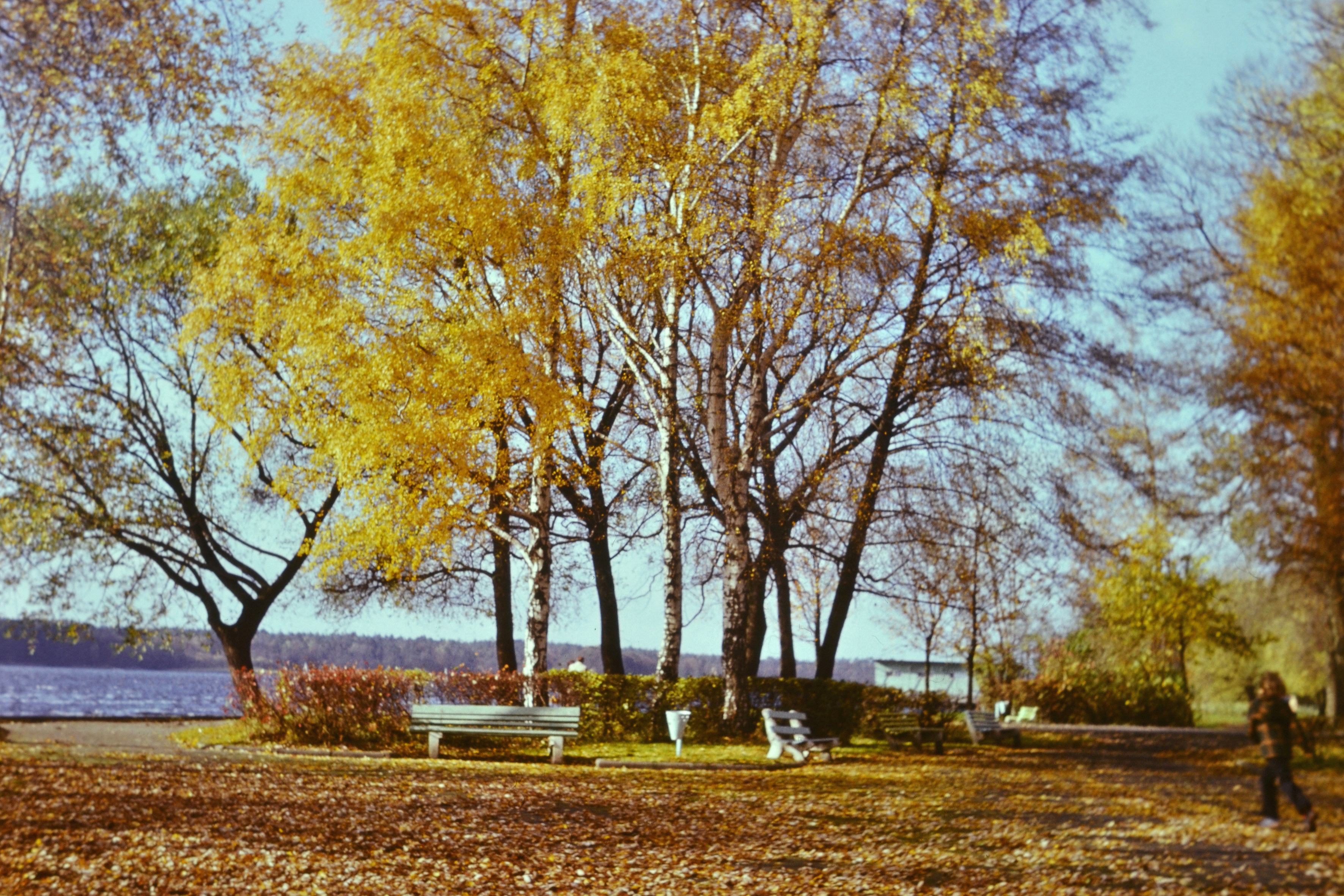
nabrzeże przy I L.O. (lata 70/80. XX w.)
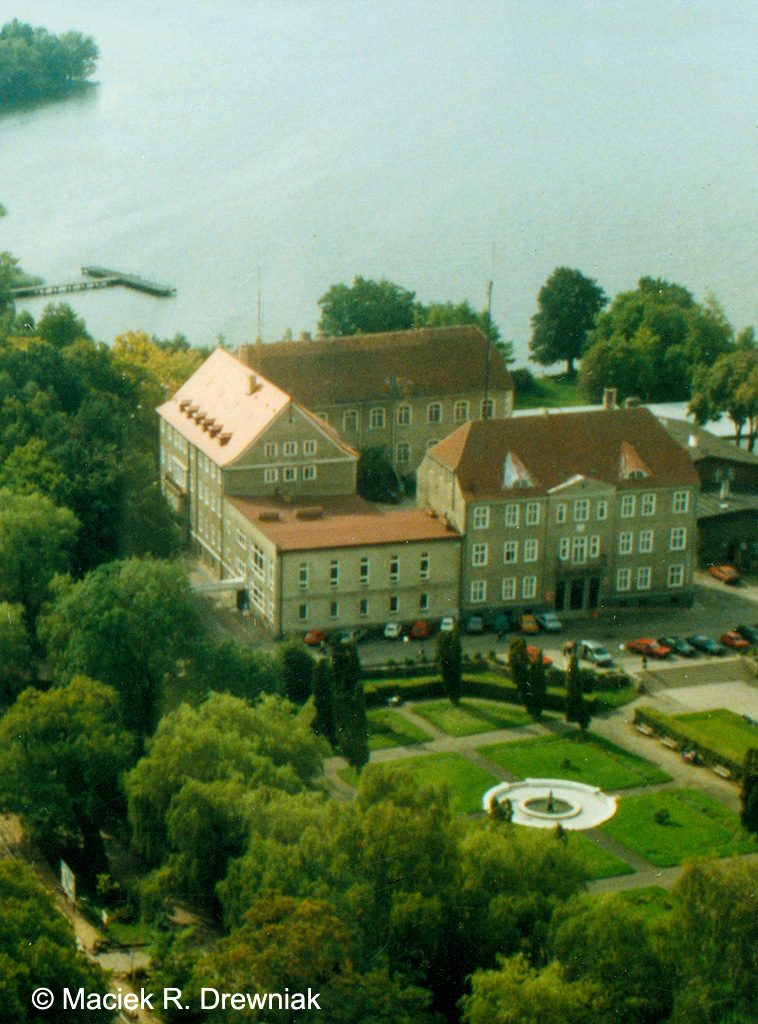
fragment Parku Miejskiego od strony skrzydła północnego zamku (1998 r.)
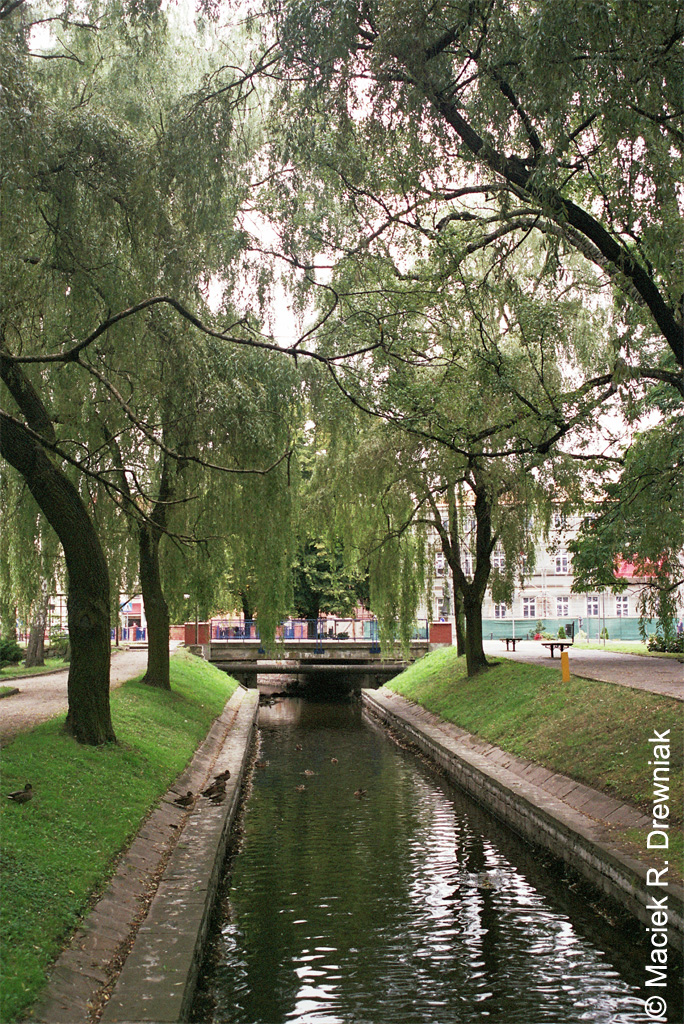
rz. Nizica w Parku Miejskim
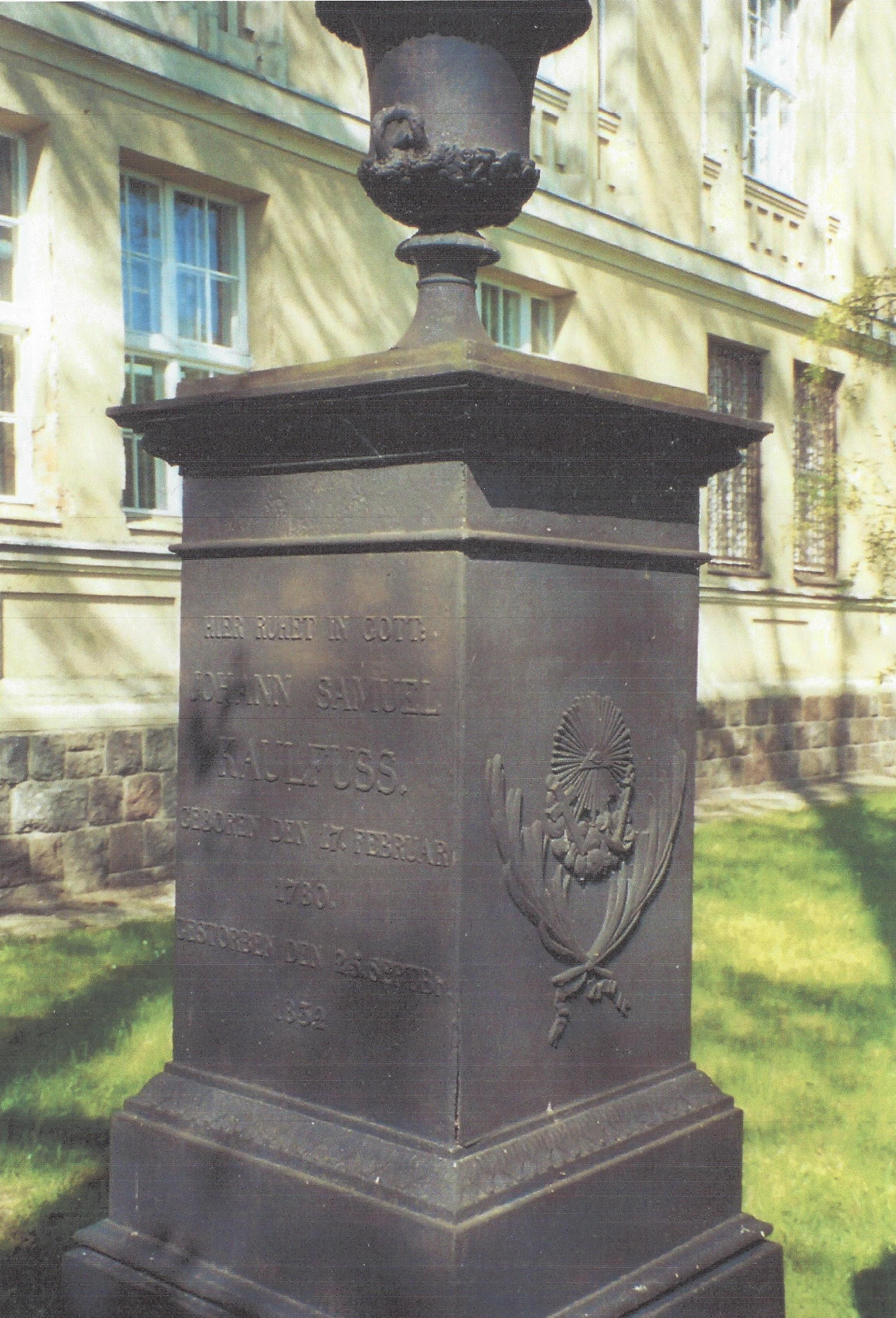
Pomnik Johanna Samuela Kaulfussa obok I L.O. im. ks. Elżbiety
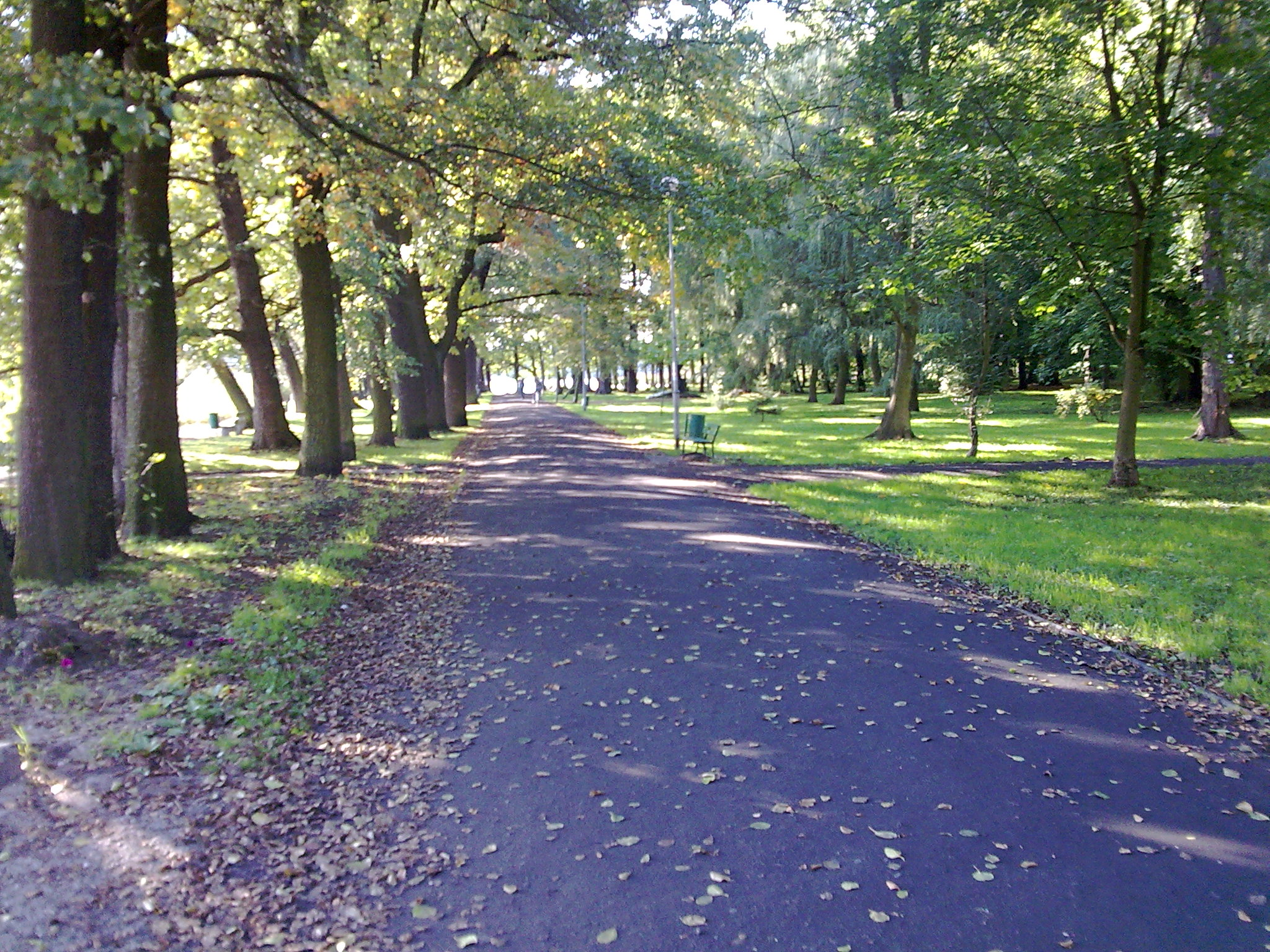
ścieżka nad jez. Trzesiecko
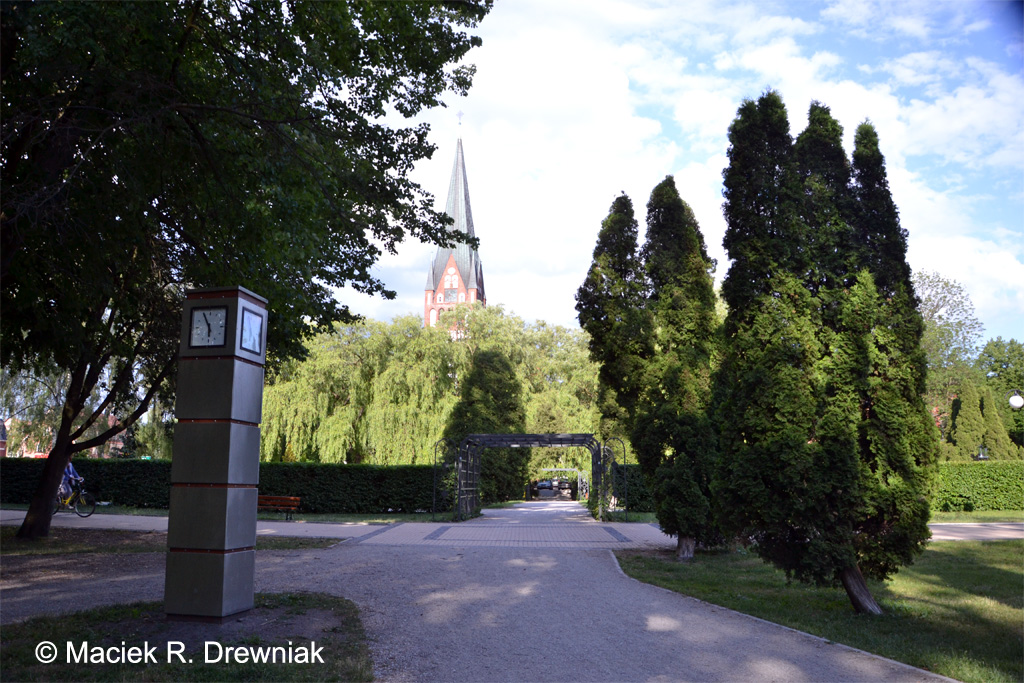
zegar w Parku Miejskim w okolicach zamku